# عبيدة الطنبورية
عبيدة الطنبورية هي مغنية وعازفة طنبور عربية.
كان والد عبيدة مولاً لأحد رفاق عبد الله بن طاهر الخراساني. كانت تدرس الطنبور على يد الزبيدي الطنبوري، وهو ضيف في منزل عائلتها.